# Tohil Mons
Le mont Tohil (Tohil Mons) est une montagne sur Io, une lune de Jupiter. Il s'élève à 5 400 m d'altitude. Il est nommé ainsi d'après la divinité maya Tohil.

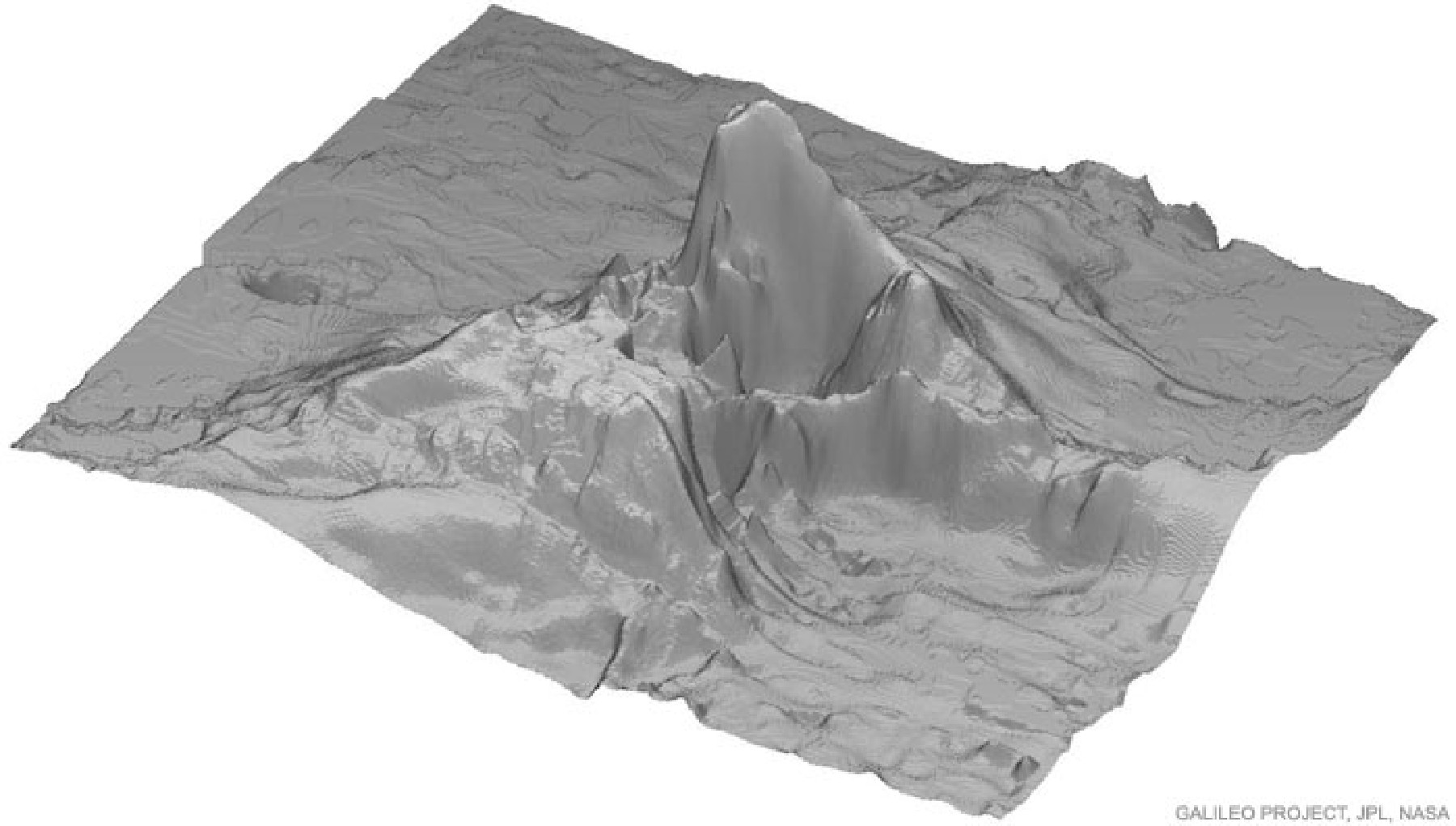
Topographie de Tohil Mons, à partir des données de Galileo

Le mont Tohil est une des montagnes les plus complexes du système solaire, il présente des éléments qui montrent qu'il s'est formé à partir de différentes montagnes par érosion et processus tectoniques, ainsi que par volcanisme. 